# Eberhard August Georgii
Eberhard August Georgii (* 22. Juli 1700; † 11. Juli 1742) war ein deutscher Jurist und Syndikus.

## Leben
Eberhard August war ein Bruder des württembergischen Staatsministers Johann Eberhard Georgii. Er studierte in Pont-à-Mousson und in Straßburg Jura und wurde im Alter von 23 Jahren Kanzlei-Direktor der freien Reichsstadt Ravensburg. 1735 wurde er dort Syndikus und danach Konsulent des Ritterkantons Neckar-Schwarzwald.
Er war seit 1724 mit Anna von Weltz verheiratet und hatte mit ihr den Sohn Heinrich August (1732–1797), später Spezialsuperintendent und Stadtpfarrer in Tübingen. Er ist der Großvater von Eberhard Heinrich Georgii.